# Paramithrax
Paramithrax is een geslacht van kreeftachtigen uit de klasse van de Malacostraca (hogere kreeftachtigen).

## Soorten
- Paramithrax (Chlorinoides) aculeatus
- Paramithrax (Chlorinoides) longispinus
- Paramithrax barbicornis (Latreille, in Latreille, Le Peletier, Serville & Guérin, 1825)